# Micromaldane androgyne
Micromaldane androgyne är en ringmaskart som beskrevs av Rouse 1990. Micromaldane androgyne ingår i släktet Micromaldane och familjen Maldanidae. Inga underarter finns listade i Catalogue of Life.